# Ceratozetes virginicus
Ceratozetes virginicus är en kvalsterart som först beskrevs av Banks 1906.  Ceratozetes virginicus ingår i släktet Ceratozetes och familjen Ceratozetidae. Inga underarter finns listade i Catalogue of Life.